# Pavel Mouslimov
Pavel Ilich Mouslimov (en russe : Павел Ильич Муслимов), né le 15 juin 1967 à Oufa, est un biathlète russe, vice-champion du monde de sprint en 1995.

## Biographie
Après une victoire en relais en Coupe du monde à Pokljuka, Mouslimov prend part aux Championnats du monde 1995, remporte la médaille d'argent sur le sprint, sa première médaille internationale, pour ses premiers championnats du monde. En 1997, il remporte l'unique course de sa carrière en Coupe du monde à l'occasion de l'individuel de Novossibirsk.
Aux Jeux olympiques de Nagano 1998, il gagne la médaille de bronze sur le relais.

## Palmarès

### Jeux olympiques d'hiver
| Épreuve / Édition | Individuel | Sprint | Relais                              |
| Nagano 1998       | 17e        | -      | Médaille de bronze, Jeux olympiques |

### Championnats du monde
| Mondiaux \ Épreuve      | individuel | Sprint                   | Poursuite                        | Relais    | Course par équipes        |
| 1995 Antholz Anterselva | 22e        | Médaille d'argent, monde | Épreuve inexistante à cette date | 8e        | -                         |
| 1996 Ruhpolding         | 12e        | -                        | Épreuve inexistante à cette date | -         | Médaille de bronze, monde |
| 1997 Osrblie            | 11e        | 18e                      | 17e                              | -         | 15e                       |
| 1998 Pokljuka           | JO Nagano  | JO Nagano                | 21e                              | JO Nagano | -                         |

Légende :

 : deuxième place, médaille d'argent

 : troisième place, médaille de bronze

 : épreuve inexistante à cette date

— : pas de participation à cette épreuve

### Coupe du monde
- Meilleur classement général : 5e en 1997.
- 6 podiums individuels : 1 victoire, 2 deuxièmes places et 3 troisièmes places.
- 4 podiums en relais : 2 victoires et 2 troisièmes places.
- 2 podiums en courses par équipes : 2 troisièmes places.

#### Détail des victoires individuelles
| Saison / Épreuve | Sprint | Poursuite | individuel   | Mass start | Total |
| 1996-1997        |        |           | Novossibirsk |            | 1     |
| Total            | 0      | 0         | 1            | 0          | 1     |

#### Classements annuels
| Année | Classement général final |
| 1995  | 13e                      |
| 1996  | 19e                      |
| 1997  | 5e                       |
| 1998  | 15e                      |

### Championnats d'Europe
- Médaille d'or du relais en 1994.
- Médaille d'argent du relais en 1999.
- Médaille de bronze du relais en 2000.